# Aloe maculata
Espèce
Classification APG III (2009)
Statut CITES
Synonymes
- Aloe saponaria (Aiton) Haw.
- Aloe perfoliata var. saponaria
- Aloe perfoliata var. lambda
- Aloe perfoliata var. theta
- Aloe latifolia
- Aloe leptophylla
- Aloe leptophylla var. stenophylla
- Aloe umbellata DC.
- Aloe maculosa Lam.
- Aloe disticha Thunb.

Aloe maculata, connue aussi sous son ancienne appellation scientifique Aloe saponaria et son nom vernaculaire d’Aloès maculé ou Aloès zébré, est une espèce acaule d'aloès originaire d'Afrique du Sud et de ses pays limitrophes.

## Description
La plante a des feuilles vertes, tirant sur le brun-marron, voire violettes, tachetées de marron ou de blanc, voire de rouge. Elles sont charnues, dentelées et garnies d’épines pouvant atteindre 0,5 cm de long.

Ce sont des feuilles relativement courtes (30 cm) et étroites (10 cm). La rosette qui peut facilement atteindre 60 cm est très géométrique[pas clair].

Les feuilles sont réparties autour de l'axe central de la plante par 3, reparties en triangle, lui donnant un peu un aspect d'étoile de mer vue de dessus (voir galerie de photo).

## Floraison

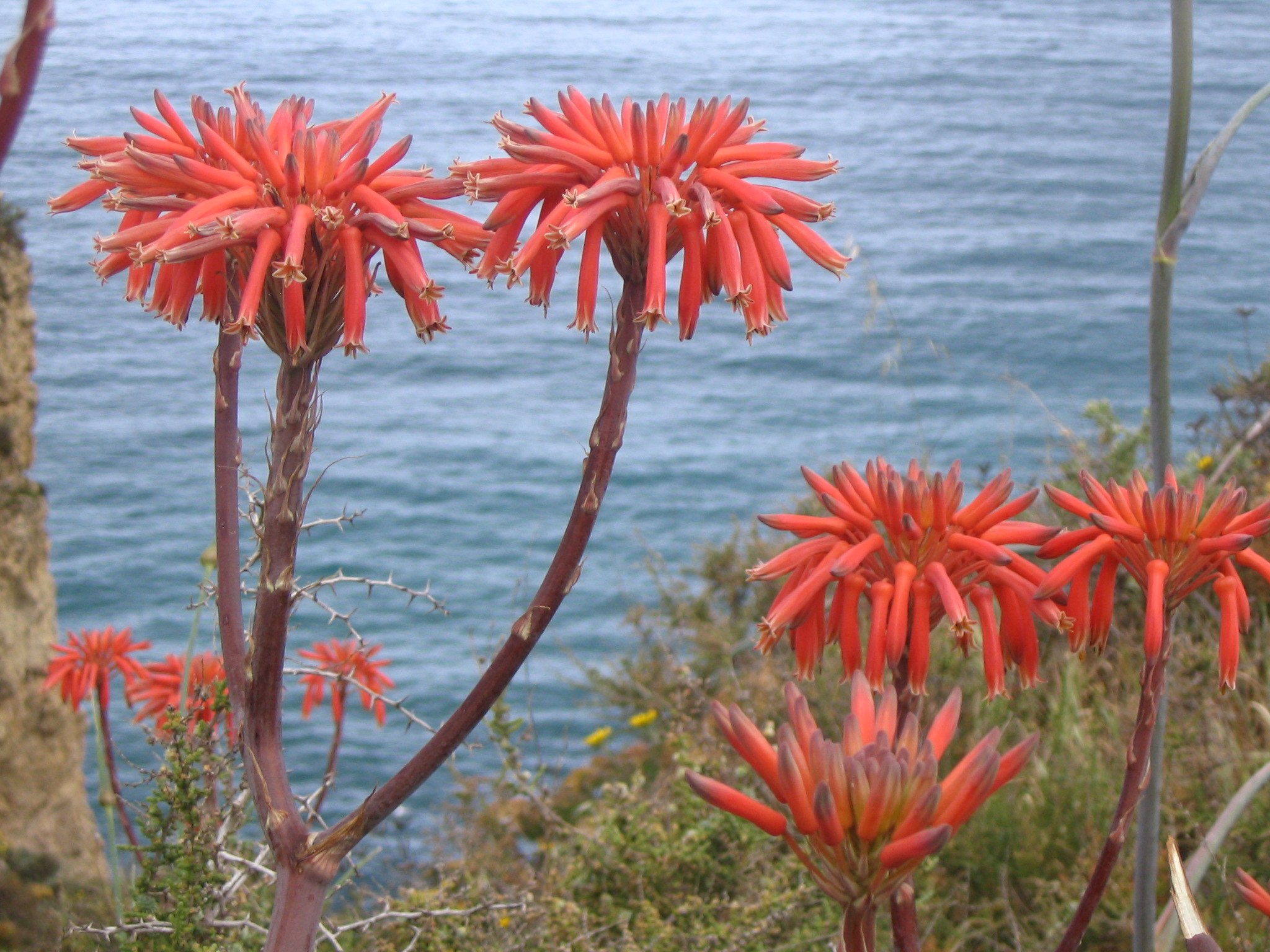
Aloès maculés - Introduite au Portugal.

D’avril à juin, il produit des fleurs de couleur allant du rouge corail au jaune orangé (4-5 cm), sur une longue hampe (une ou plus), simple ou ramifiée. Sa floraison dure un mois. Ses graines sont vénéneuses[réf. nécessaire]. Les fleurs sont érigées sur le haut de la grappe avant leur ouverture, puis retombantes sur la partie basse au fur et à mesure de l'ouverture des tépales.
Comme beaucoup d'aloès, les fleurs mellifères attirent les papillons, les abeilles et les oiseaux (dans les pays d'origine pour ces derniers).

## Répartition et écologie

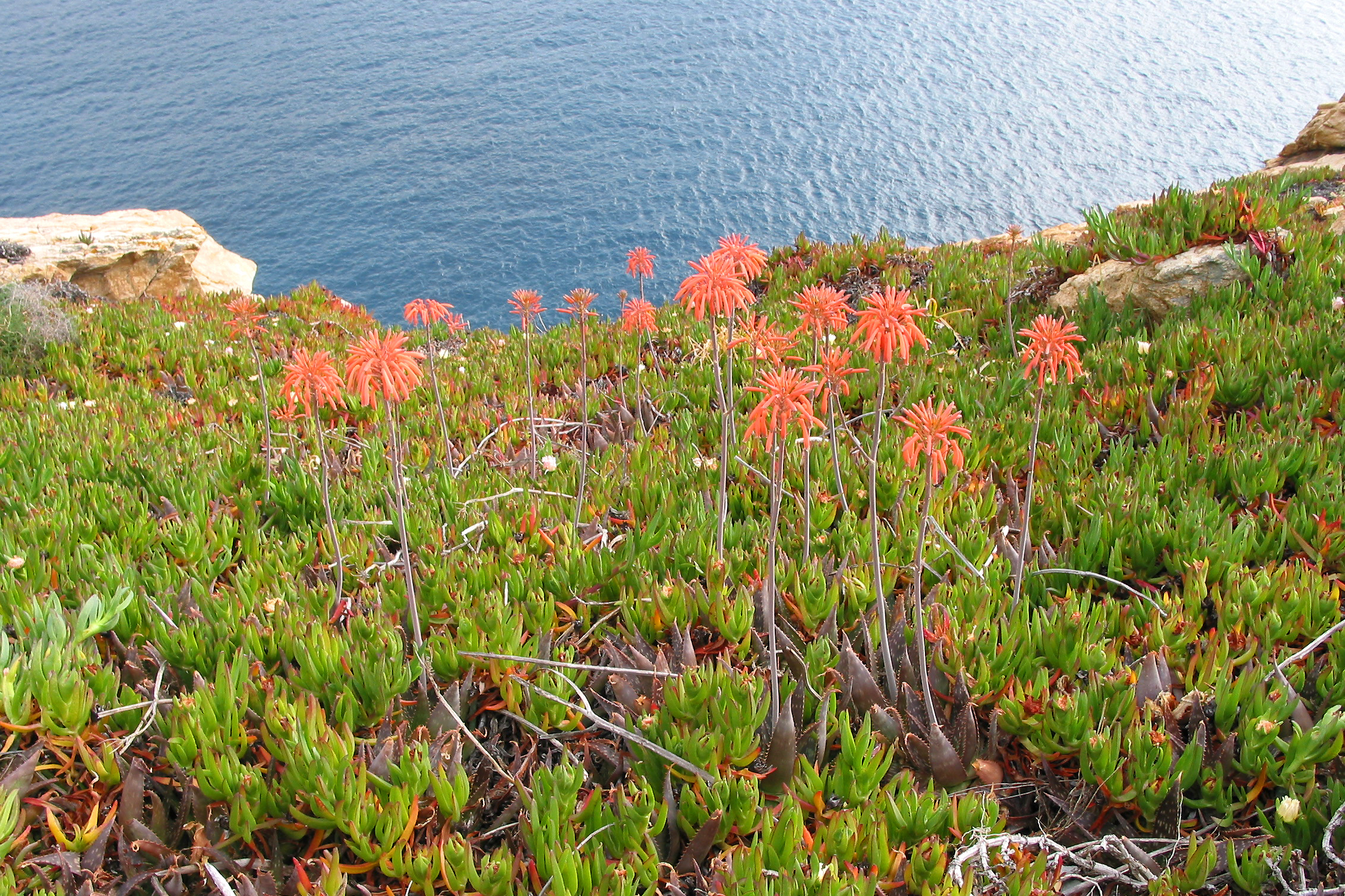
Aloès maculés sur L'Île-Rousse en Corse.

L’Aloès maculé pousse dans les savanes sèches et les déserts. Il est principalement répandue en Afrique du Sud, en Namibie, au Kenya, Lesotho, Swaziland, Zimbabwe. On le trouve aussi acclimaté dans quelques pays méditerranéens. Il s’est d’ailleurs très bien naturalisée sur l’île de la Pietra en Corse d’où elle s’est répandue vers L'Île-Rousse[réf. nécessaire].
Il ne craint pas les fortes chaleur, et résiste jusqu'à -6 ou -7 °C, suivant la littérature, en zones USDA 9 et supérieures,.

## Utilisation
La beauté de ses fleurs et de son port mais surtout sa grande résistance à la chaleur et la sécheresse, sa facilité d’adaptation aux terrains difficiles, la font apprécier comme plante ornementale. Il est particulièrement adapté aux jardins côtiers car il est également résistant au sel. Comme tous les aloès il demande un sol sableux, bien drainé, une exposition au soleil.
Utilisé en "buisson tapissant" ces aloès produisent un effet de masse impressionnant par la profusion de sa floraison.
La sève est supposée pouvoir être utilisée comme substitut au savon, d'où le nom anglo-saxo[pas clair] de la plante "soap aloe" (aloe savon).

## Galerie de photos

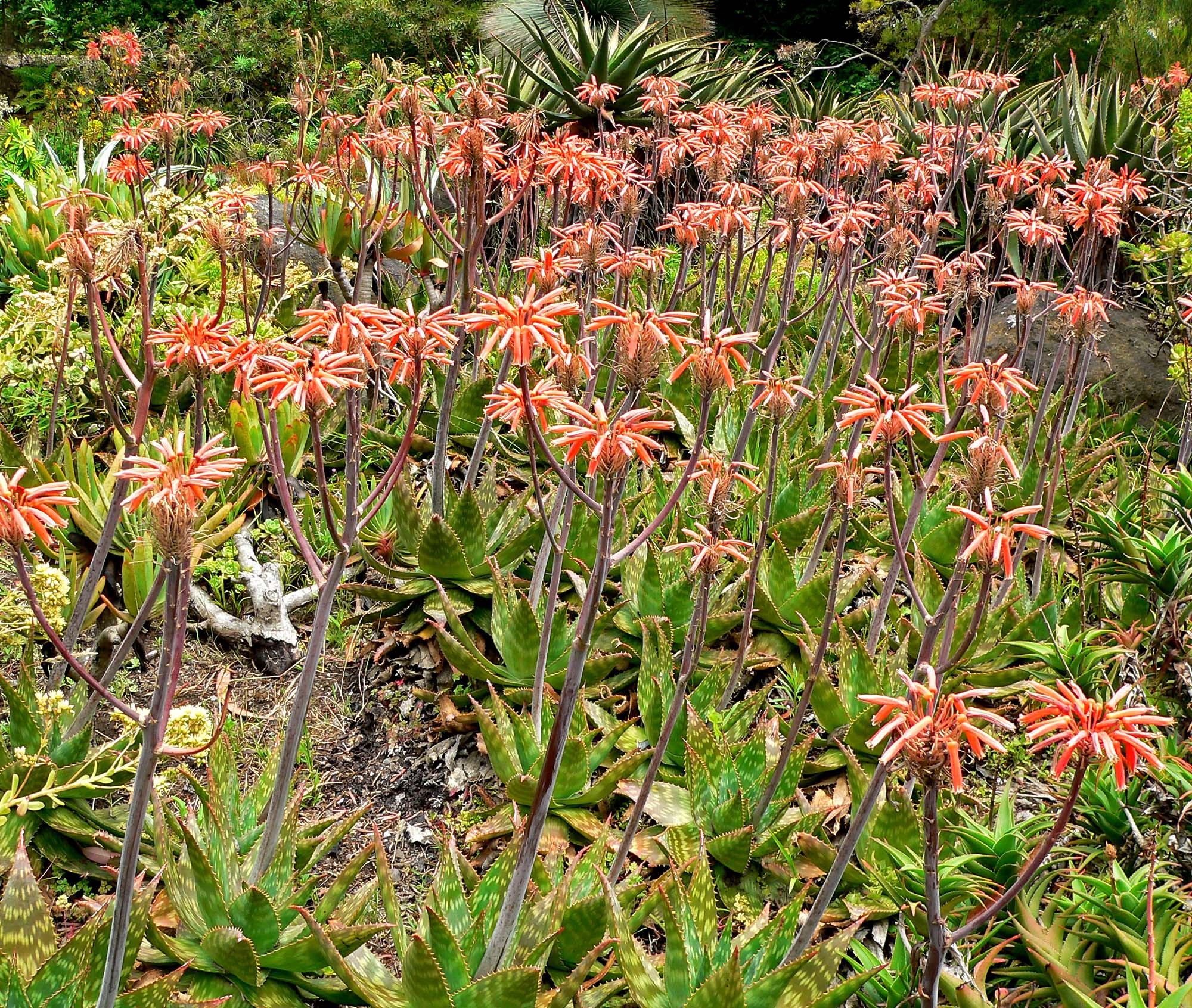
Plantation en massif, avec floraison "tapissante".
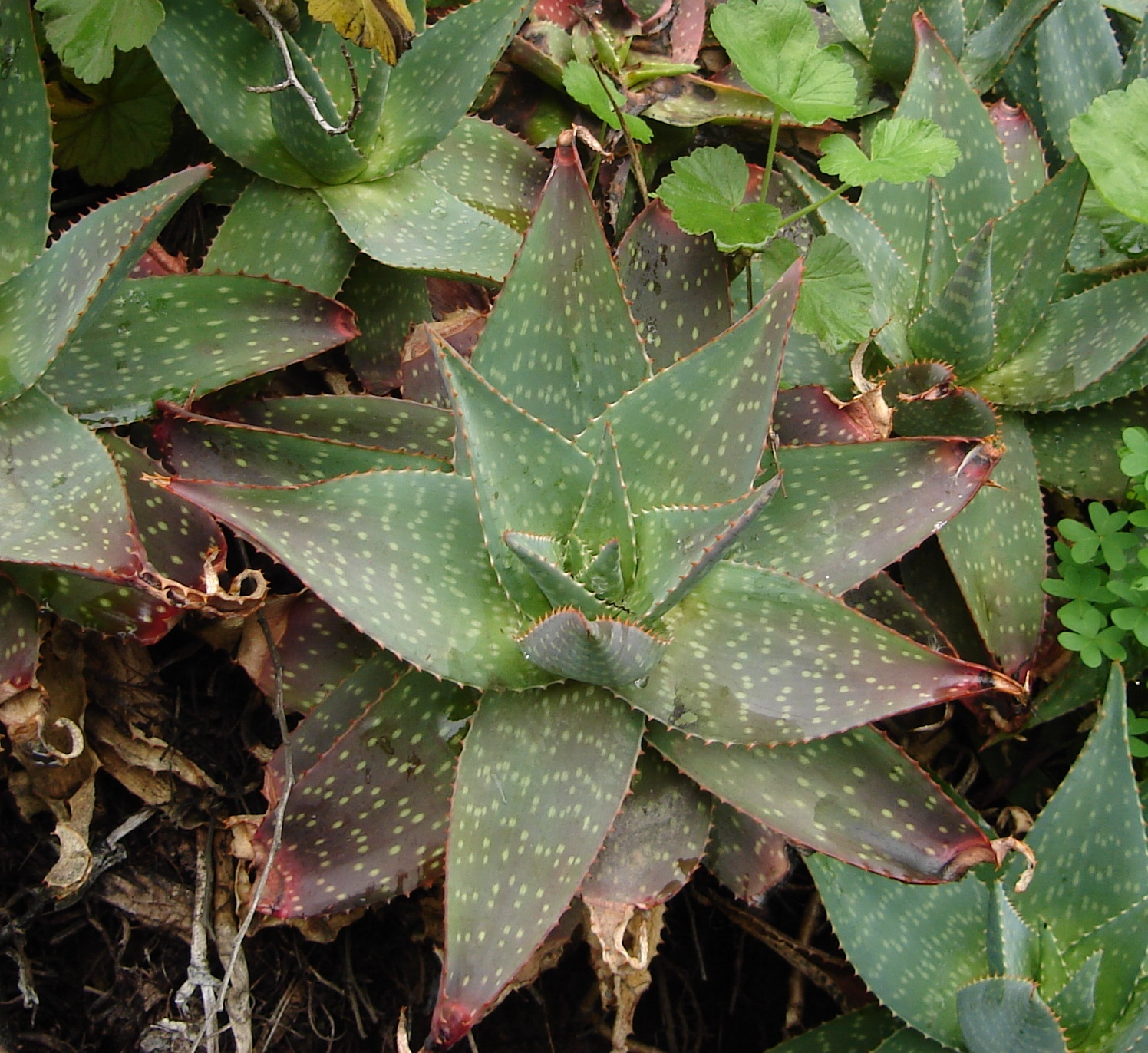
Feuilles tachetés, vertes à brun-rouge.
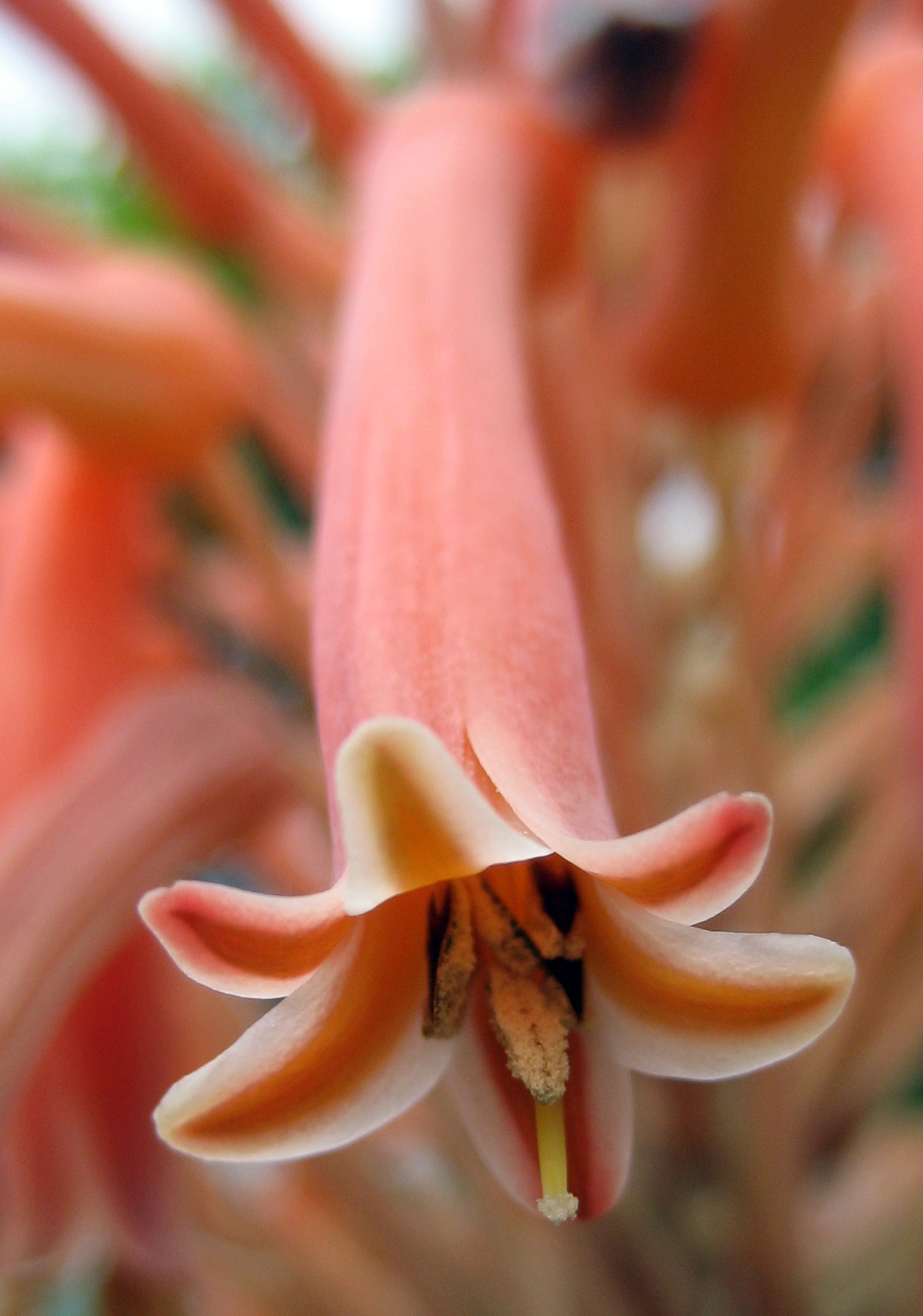
Gros plan d'une fleur ouverte.
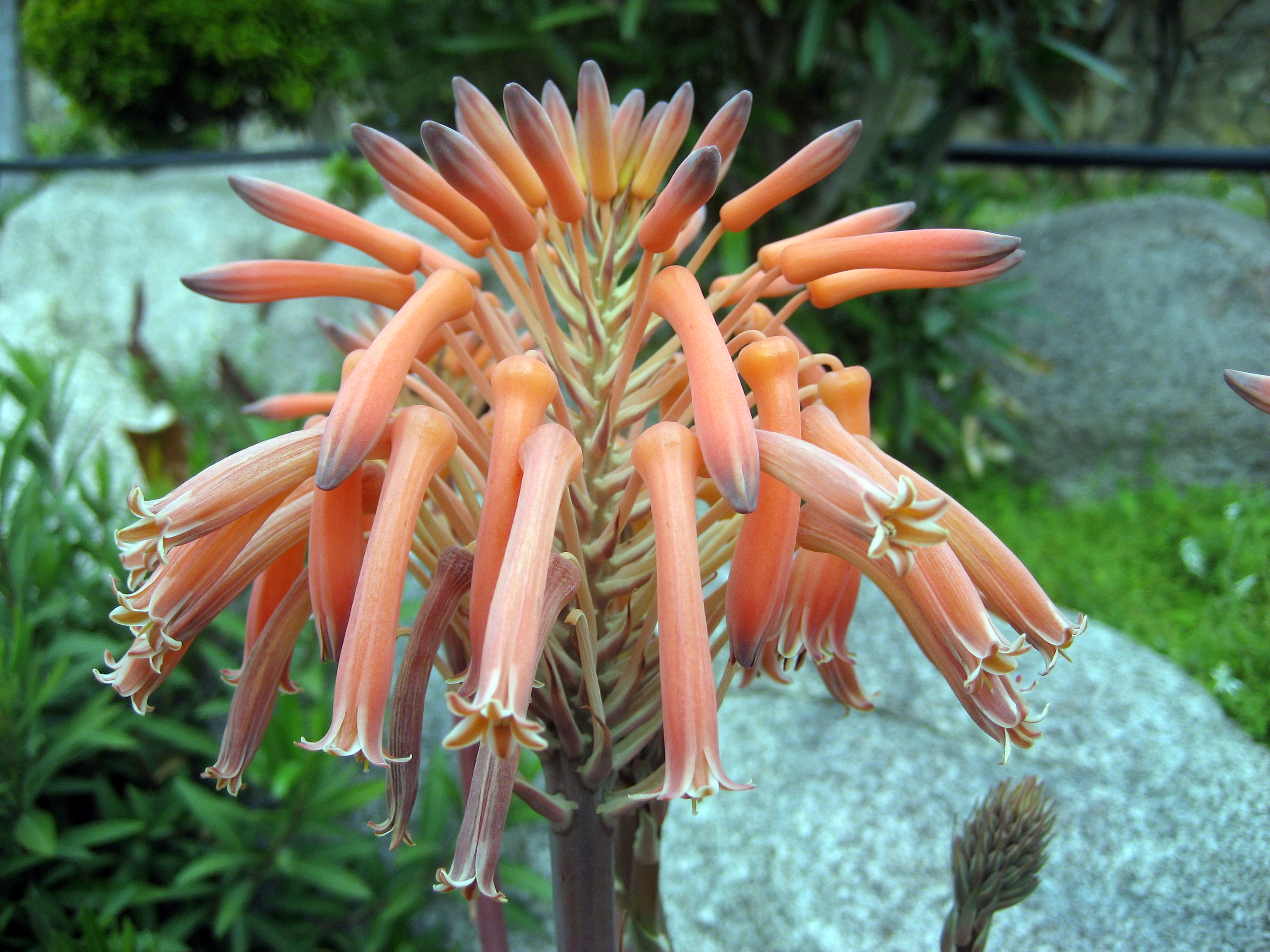
Une grappe sur laquelle on voit bien l'avancement de la floraison du bas en haut.
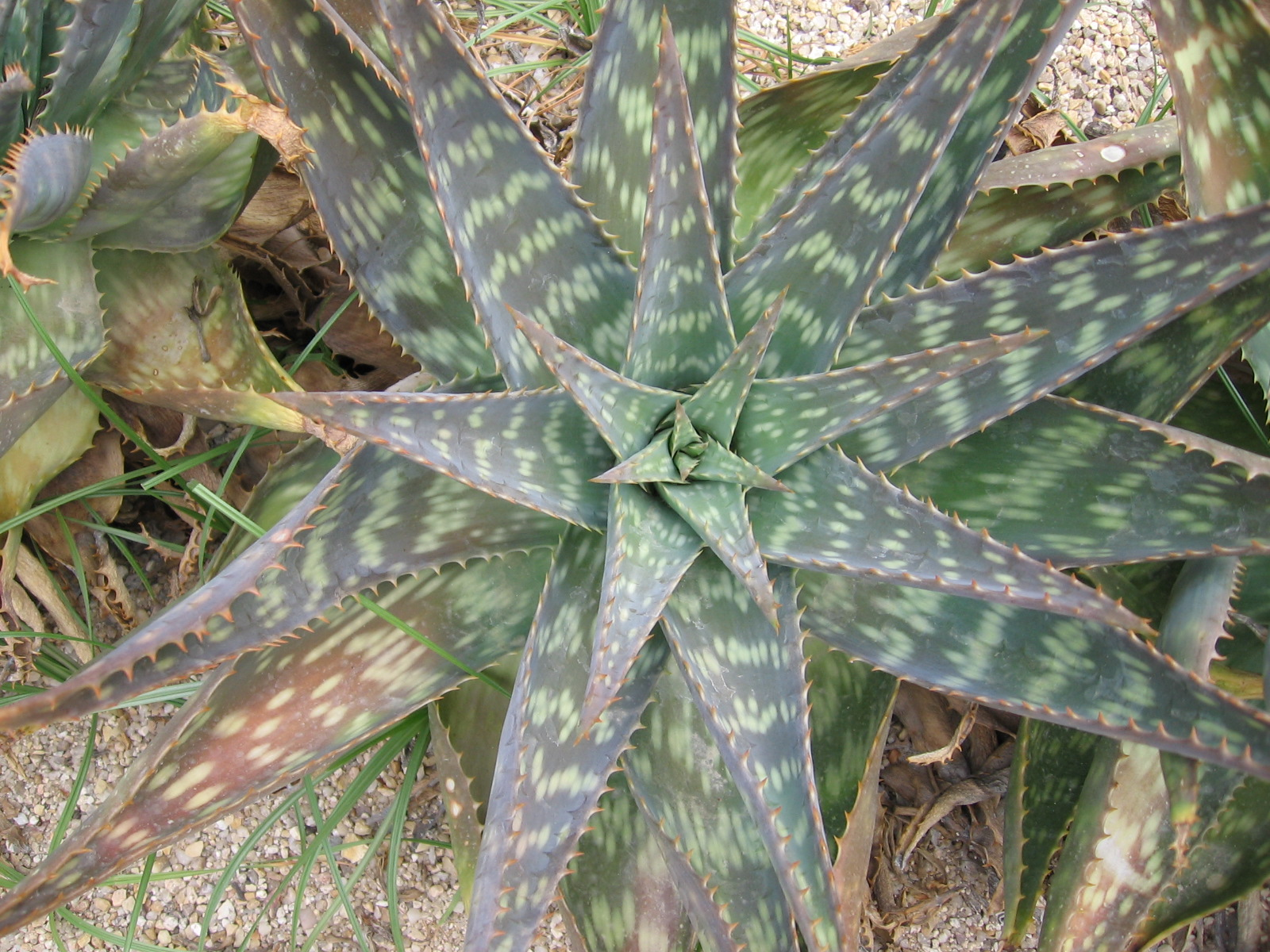
Vue de dessus, on distingue bien l'implantation géométrique des feuilles de cet aloès.